# Gospodarka Południowej Afryki
Gospodarka Południowej Afryki – rynek wschodzący (rozwijający się), oparty na własnych znacznych zasobach naturalnych. Dobrze rozwinięte są również finanse, prawo, komunikacja, energetyka i transport. Giełda RPA jest 17. największą giełdą świata. Nowoczesna infrastruktura pomaga w dystrybucji dóbr do innych ośrodków w regionie. Wzrost w latach 2004–2008 został przystopowany pod koniec 2008 przez światowy kryzys.

## Przemysł
Przemysł RPA to w głównej mierze wydobycie zasobów naturalnych.
Przemysł wydobywczy:
- złota (40% światowych zasobów; w latach 1934–1973 wydobyto ok. 45 tys. ton tego kruszcu[1]; w RPA jest najgłębsza kopalnia na świecie – Western Deep Levels),
- diamentów jubilerskich i przemysłowych (50% światowych zasobów),
- węgla kamiennego (80% zasobów Afryki),
- metali kolorowych (chrom, mangan, srebro)
- metali ziem rzadkich (beryl, lit),
- pierwiastków radioaktywnych (uran, tor),
- soli fosforu i fluoru.

Rozwinięty jest także przemysł maszynowy i chemiczny, ale głównie przetwórczy.
Inne gałęzie przemysłu to:
- chemiczny,
- skórzany,
- maszynowy,
- elektrotechniczny,
- petrochemiczny,
- włókienniczo-odzieżowy.

## Rolnictwo
RPA produkuje więcej żywności niż konsumują mieszkańcy tego kraju. Nadwyżki są eksportowane. Użytki rolne i zielone stanowią ponad 75% kraju. Najważniejsze uprawy:
- zboża:

kukurydza,
pszenica,
owies,
jęczmień.
- owoce:

cytrusy,
banany,
- orzeszki ziemne,
- ziemniaki, pomidory, fasola,
- tytoń szlachetny.
- trzcina cukrowa,

Pozostałe produkty rolne:
wołowina, drób, wełna, produkty mleczne,

## Hodowla
Hodowla obejmuje:
- konie
- owce,
- trzodę chlewną.

U wybrzeży RPA znajdują się bogate łowiska wykorzystywane przez rozwiniętą flotę rybacką.

## Ważniejsze dane
PKB: 476,4 mld USD (2007), 453,3 mld US D(2006)
Wzrost PKB: 5,1% (szac. 2007), 5,3% (szac. 2006)
PKB per capita: 9800 (szac. 2007), 9500 (szac. 2006)
HDI Pozycje w latach:
120. (2005), 119. (2004), 111. (2003), 101. (1999), 95. (1995)
Tempo wzrostu produkcji przemysłowej:
5% (2004 szac.), 7% (2001 szac.)
Elektryczność:
- produkcja: 221,9, TWh (2004), 213,4 TWh (2003), 206,0 TWh (2002), 196,0 TWh (2001), 195,6 TWh (2000)
- konsumpcja: 204,26 TWh (2004)
- eksport: 12,45 TWh (2004), 10,14 TWh (2003), 6,95 TWh (2002), 6,52 TWh (2001), 4,01 TWh (2000)
- import: 8,03 TWh (2004), 6,74 TWh (2003), 7,87 TWh (2002), 7,25 TWh (2001), 4,72 TWh (2000)

Elektryczność – źródła energii:
- elektrownie cieplne: 93,5%
- elektrownie wodne: 1,1%
- elektrownie atomowe: 5,5%
- inne: 0% (2001)

Rezerwy dewizowe: 17,618 miliardów dolarów (Lis 2005), 14,943 miliardów dolarów (Sty 2005), 6,5 miliarda dolarów (Paź 2003)
Relacja 1 randa do dolara (USD):

6,16 (2006), 6,38 (2005), 6,46 (2004), 7,57 (2003)

10,5 (2002), 8,61 (2001), 6,94 (2000), 6,11 (1999)

5,53 (1998), 4,61 (1997), 4,30 (1996), 3,63 (1995)

3,55 (1994), 3,26 (1993), 2,85 (1992), 2,76 (1991)

2,58 (1990)
Najsłabsza relacja: $1  = R16,05 (12 listopada 2015)

Najsilniejsza relacja: R1 = $1,49 (5 czerwca 1973)